# CHRONOS-DEEP-
『CHRONOS-DEEP-』（クロノス ディープ）は相川有による日本の漫画作品。『コミックZERO-SUM』（一迅社）で2010年6月号から2012年8月号まで連載していた。

## あらすじ
孤独な高校生、七沢伊鳴のクラスに時期外れの転校生が編入される。転校生、十河八起はクラスメイトから忠告される。七沢伊鳴は「憑かれている」と。八起と暦は伊鳴を影憑きと疑うが、八起は違和感を拭いきれずにいた。そんな中、クラスメイトから伊鳴への不信感が頂点に達し、伊鳴はクロノスを暴走させてしまう。影憑きではないと分かり、伊鳴は二人と旅立つこととなる。
伊鳴はティターンズに協力することになり、初の｢影狩り｣においてクロノスは明らかに他の影とは異なることが分かる。通常、影憑きから強制的に影を引き剥がすと宿主となっている人間は死亡してしまうが、クロノスは宿主を生かしたまま影を切り離すことが可能なのであった。この事実に、これまで「影狩り」を人殺しと心を痛めていた八起はショックのあまり失踪してしまう。
八起は神長周防と出会い、戦い敗れてレイアに取り憑かれ操られてしまう。周防は八起を囮として伊鳴を呼び出し、クロノスを奪わんと襲い掛かる。クロノスの力で「影狩り」をしても記憶は残るため、周防は弟、莉玖を救うにはクロノスの記憶を奪う能力を必要としたのだった。伊鳴は、そのために人殺しをしては周防が救われないと周防の本心を見抜き、いずれ心の傷も乗り越えられると莉玖の影を影界に戻すのだった。

## 用語
影（アートラム）
影界から来て人間の心の闇に取り付く存在。生き物の熱を奪う事によって生きている。影以外は影に触れることができないが、影からは何にでも触れられる。元々は名前もなく、性別も存在しない。個体差も希薄であるらしい。十二影と呼ばれる実力者がいる。
影憑き
影に乗っ取られてしまった人々。元の人間性は完全に失われ、熱を奪うため体面のいい主体性のない言動を取るようになる。
影飼い
影を使役する人々。影を維持するため大量の食事を必要とする。
ティターンズ
影憑きを狩る組織。正式名称、警視庁広域犯罪情報課寄生体被害対策本部。伊鳴、八起、暦、環、周防は未成年であるため協力者という立場である。

## 登場人物
七沢 伊鳴(ななさわ いお)
主人公。あまり社交的ではないが、繊細で心優しく思いやりがある少年。美形。
十河 八起(とがわ はっき)
ティターンズの影飼い。頬に傷のある少年。人当たりがよく軟派だが内面は影狩りに傷付いている。
染矢 暦(そめや こよみ)
ティターンズの影飼い。ツインテールの少女。天真爛漫な性格をしている。
深町 環(ふかまち めぐる)
ティターンズの影飼い。未成年チームのリーダーで八起たちの兄貴分。
高任 慧(たかとう けい)
ティターンズの影飼いで環の身元保証人。
松倉 静音(まつくら しずね)
影憑き。私立朝河高校二年。演劇部所属。影狩り後も憑かれていた間のことを覚えており、自責の念から自傷行為を繰り返している。
桐木
ティターンズの影飼い。メガネをかけた飄々とした青年。本部長代理を務めている。
神長 周防(かみなが すおう)
影飼い。弟、莉玖を救うために波留によってレイアの宿主になった。伊鳴によって莉玖の影が影界に戻されてからは、ティターンズに協力することになる。
神長 莉玖(かみなが りく)
神長周防の弟。義父から虐待を受け影憑きとなる。虐待の影響で女装をしている。
灰谷 咲輝(はいたに さき)
ティターンズの影飼い。レイアに操られたため拘束されていた。環の義理の姉。
波留(はる)
影飼い。伊鳴の実の兄。伊鳴の引き取り先の家族を皆殺しにした。

### 影
クロノス
伊鳴の影。十二影の王。他の影とは違い白く光っており、熱を発する。宿主の記憶を奪う能力を持っている。
クレイ
八起の影。十二影の一人。クレイオスとも呼ばれている。
テテュス
暦の影。十二影の一人。女性的なシルエット。
オケアノス
環の影。十二影の一人。愛称はケア。言葉を話さないが、還は愛でコミュニケーションを取っているとのこと。小型の個体が複数いる。その特性から調査に回ることが多く、戦闘はあまり得意ではない。
レイア
周防の影。十二影の一人。分裂させて複数の人間を操ることができる。影界にいるときにクロノスと付き合っていたことがあるらしい。
ムネモシュネ
咲輝の影。十二影の一人。配線を利用して情報を盗む能力を持っている。戦闘には不向き。
コイオス
桐木の影。十二影の一人。守備専門。
テミス
慧の影。十二影の一人。背中に武器のようなものを背負っている。
ウラヌス
波留の影。クロノスの半身。
イアペトス
本部長の影。十二影の一人。隠匿の能力を持つ。波留が本部長から無理やり奪った。

## 単行本
1. 2011年2月5日 ISBN 9784758055826
2. 2011年11月5日 ISBN 9784758056533
3. 2012年9月5日 ISBN 9784758057387